# Église Saint-Nicolas de Zemun
Pour les articles homonymes, voir Église Saint-Nicolas.
L'église Saint-Nicolas de Zemun (en serbe cyrillique : Николајевска црква у Земуну ; en serbe latin : Nikolajevska crkva u Zemunu) est une église orthodoxe située à Belgrade, la capitale de la Serbie, dans la municipalité urbaine de Zemun. Construite entre 1745 et 1752, elle est inscrite sur la liste des monuments culturels protégés de la république de Serbie (identifiant no SK 18) et sur la liste des biens culturels de la ville de Belgrade.

## Architecture

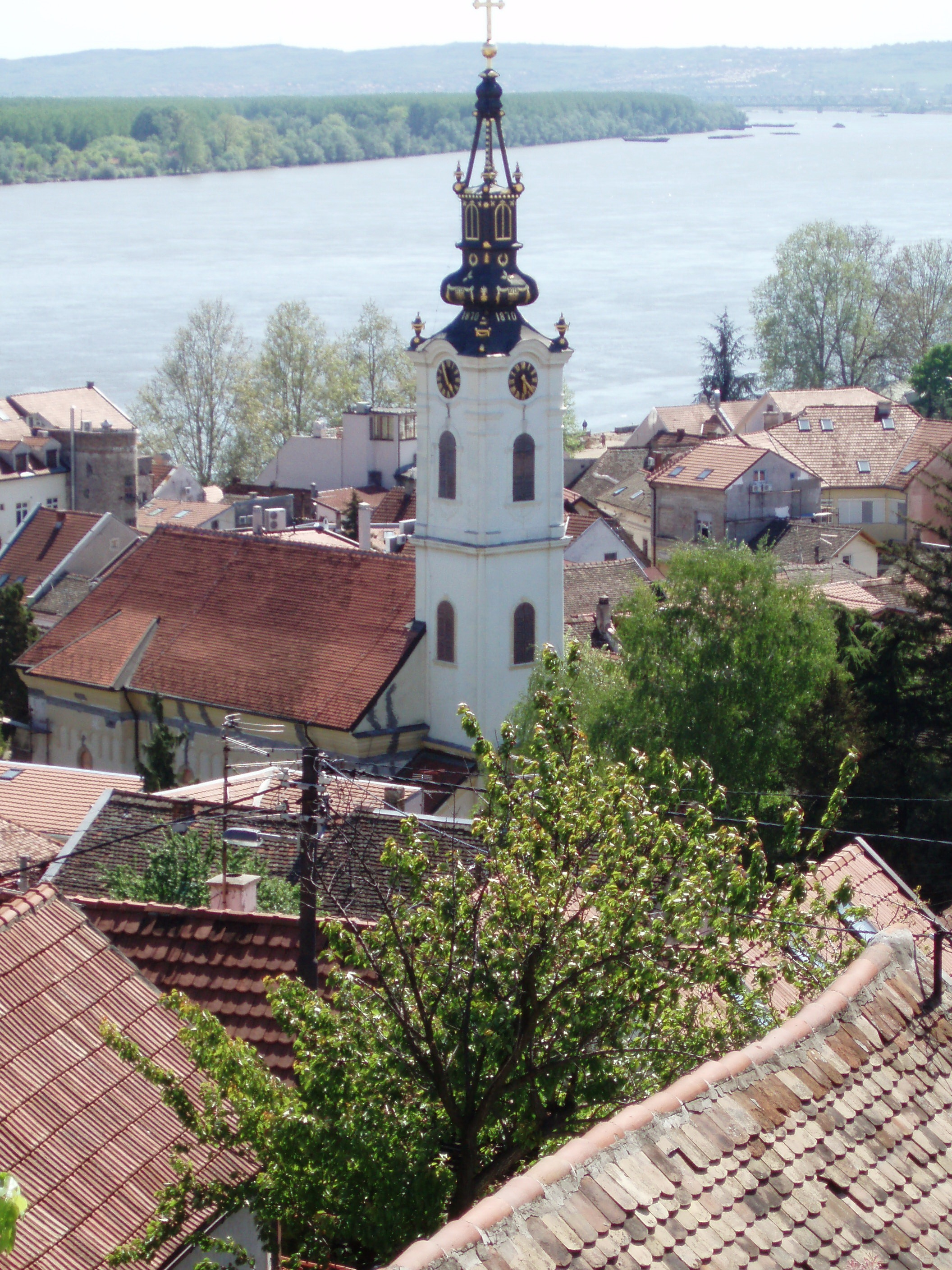
L'église Saint-Nicolas vue de la colline de Gardoš.

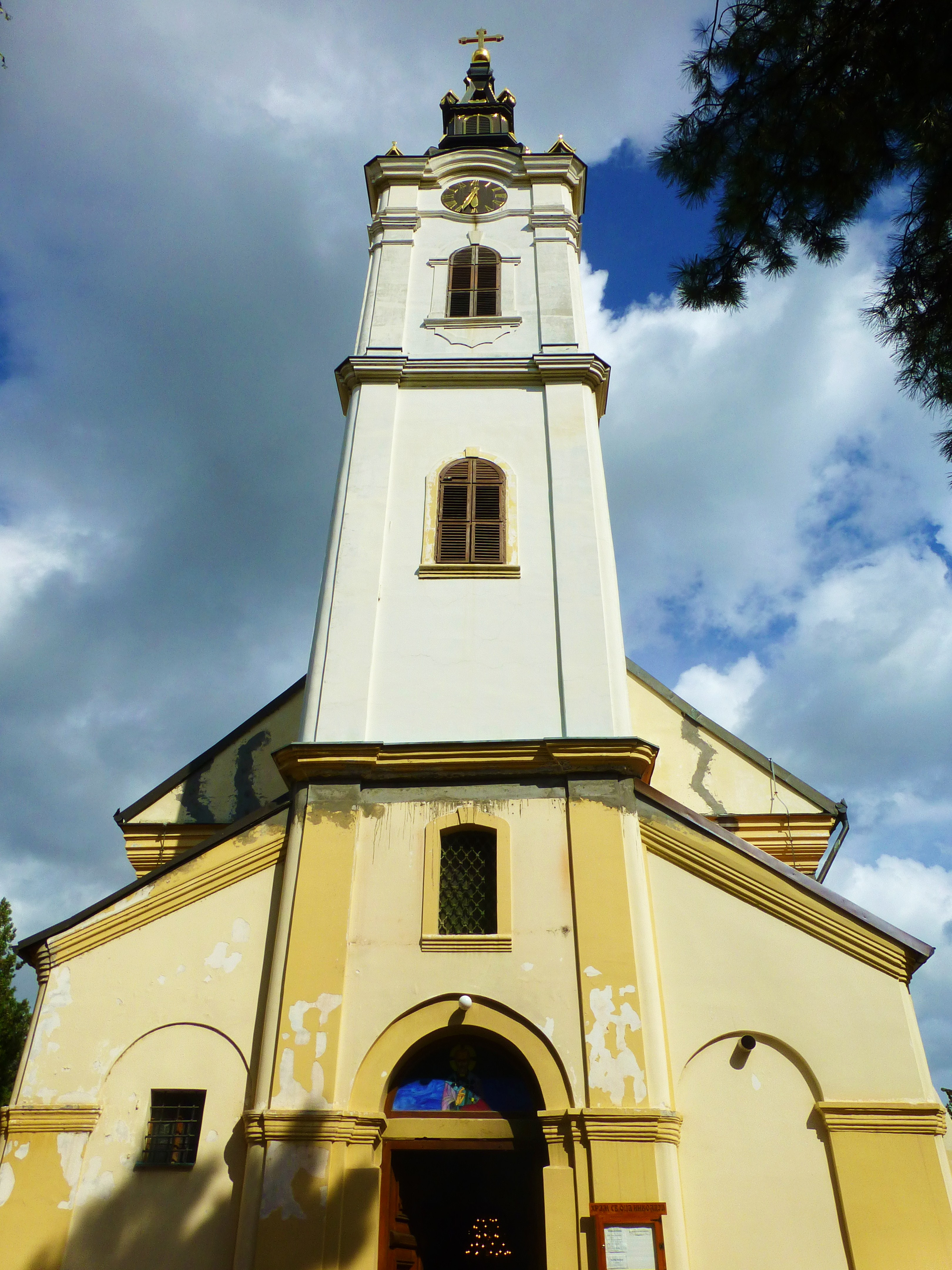
La façade principale.

L'église Saint-Nicolas, située 43 rue Njegoševa, a été construite entre 1745 et 1752 à l'emplacement d'un ancien édifice en bois doté d'un toit de chaume. L'église actuelle est constituée d'une nef unique avec une abside voûtée en demi-berceau et un chœur voûté en berceau. Un clocher à deux étages, surmonté d'un bulbe en métal, domine la partie occidentale du bâtiment. Sur le plan architectural, l'église est caractéristique du style baroque des églises construites en Voïvodine et le long de la Frontière militaire au XVIIIe siècle. Le clocher original, endommagé par un incendie en 1867, a été restauré en 1870. L'église Saint-Nicolas est la plus ancienne église orthodoxe du centre ancien de Zemun et l'un des plus anciens édifices religieux du territoire de la ville de Belgrade.

## Décoration et trésor
L'église Saint-Nicolas abrite une iconostase peinte à partir de 1762 par Dimitrije Bačević ainsi que des fresques dues à Živko Petrović, un peintre de Zemun. On y trouve aussi des icônes, des bannières et toutes sortes d'autres objets cultuels.

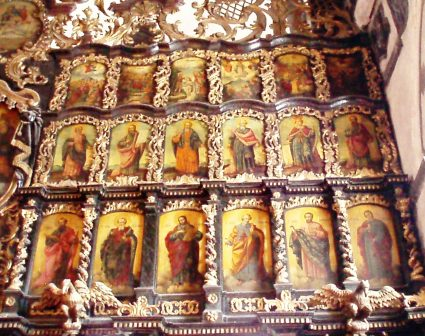
L'iconostase, peinte par Dimitrije Bačević (détail)